# جوناثان كولير
جوناثان كولير (بالإنجليزية: Jonathan Collier)‏ هو كاتب سيناريو أمريكي، ولد في القرن العشرين.

## وصلات خارجية
- جوناثان كولير على موقع IMDb (الإنجليزية)
- جوناثان كولير على موقع ألو سيني (الفرنسية)
- جوناثان كولير على موقع قاعدة بيانات الفيلم (الإنجليزية)
- جوناثان كولير على موقع كينوبويسك (الروسية)